# Premi Unión de Actores al millor actor protagonista de televisió
El Premi a la millor actor protagonista en la seva secció de televisió lliurat per la Unión de Actores y Actrices reconeix la millor interpretació d'una actor principal dins d'una sèrie de televisió. Es ve lliurant des de 2002, ja que entre 1991 i 2001 es va lliurar un únic premi al millor interpretació protagonista, sense distingir entre masculina i femenina.

## Guardonats

### Dècada de 2000
| Guanyador | Candidats                                                                                              | |
| 2002      | 2002                                                                                                   | 2002 |
| --------- | --- | --- |
|           | Juan Diego per Antonio Delgado a Padre coraje                                                          | - Imanol Arias per Antonio Alcántara a Cuéntame cómo pasó - Adolfo Fernández per Carlos Gándara a Policías, en el corazón de la calle |
| 2003      | | |
|           | Fernando Tejero per Emilio Delgado a Aquí no hay quien viva                                            | - Imanol Arias per Antonio Alcántara a Cuéntame cómo pasó - Antonio Resines per Diego Serrano a Los Serrano                           |
| 2004      | | |
|           | Gonzalo de Castro per Gonzalo Montero a 7 vidas                                                        | - Imanol Arias per Antonio Alcántara a Cuéntame cómo pasó - Antonio Resines per Diego Serrano a Los Serrano                           |
| 2005      | | |
|           | Paco León per Luis Mariano García García a Aída                                                        | - Imanol Arias per Antonio Alcántara a Cuéntame cómo pasó - José Luis Gil per Juan Cuesta a Aquí no hay quien viva                    |
| 2006      | | |
|           | José Luis Gil per Juan Cuesta a Aquí no hay quien viva                                                 | - Imanol Arias per Antonio Alcántara a Cuéntame cómo pasó - Paco Tous per Paco Miranda a Los hombres de Paco                          |
| 2007      | | |
|           | Carlos Hipólito per Alfredo Marcos a Desaparecida Miguel Ángel Solá per Teniente Sierra a Desaparecida | - Diego Martín per Dani Montero a Hermanos y detectives                                                                               |
| 2008      | | |
|           | Pepe Viyuela per Chema Martínez a Aída                                                                 | - Luis Merlo per Héctor de la Vega a El internado - Roberto Enríquez per Gonzalo López, marqués de Castro a La señora                 |
| 2009      | | |
|           | Roberto Enríquez (1) per Gonzalo López, marqués de Castro a La señora                                  | - Antonio Chamizo per Juan José Cortés a Días sin Luz - Gonzalo de Castro per Mateo Sancristóbal a Doctor Mateo                       |

### Dècada de 2010
| Guanyador | Candidats                                                              | |
| 2010      | 2010                                                                   | 2010 |
| --------- | ---------------------------------------------------------------------- | --- |
|           | Javier Albalá per Chechu Nieto a Pelotas                               | - Imanol Arias per Antonio Alcántara a Cuéntame cómo pasó - José Mota per Varios personajes a La hora de José Mota                       |
| 2011      |                                                                        | |
|           | Javier Gutiérrez per Satur a Águila roja                               | - Félix Gómez per Fernando de la Torre a República - José Luis García Pérez per Andrés Hernández Salvatierra a Amar en tiempos revueltos |
| 2012      |                                                                        | |
|           | Roberto Enríquez (2) per Viriat a Hispania                             | - Pablo Derqui per Enric IV de Castella a Isabel - Ginés García Millán per Juan Pacheco a Isabel                                         |
| 2013      |                                                                        | |
|           | Emilio Gutiérrez Caba per Don Vicente Cortázar a Gran Reserva          | - Roberto Enríquez per Abu-l-Hàssan Alí ibn Sad a Isabel - Rodolfo Sancho per Ferran el Catòlic a Isabel                                 |
| 2014      |                                                                        | |
|           | Víctor Clavijo per Andrés a Cuéntame un cuento                         | - Rodolfo Sancho por Ferran el Catòlic a Isabel - Eloy Azorín por Pablo Rojas a Sin identidad                                            |
| 2015      |                                                                        | |
|           | Nacho Fresneda (1) per Alonso de Entrerríos a El Ministerio del Tiempo | - Roberto Enríquez per Fabio Martínez a Vis a vis - Álvaro Cervantes per Carles I d'Espanya a Carlos rey emperador                       |
| 2016      |                                                                        | |
|           | Pedro Casablanc per Juan Rueda a Mar de plástico                       | - José Sacristán per Emilio López a Velvet - Roberto Enríquez per Fabio Martínez a Vis a vis                                             |
| 2017      |                                                                        | |
|           | Nacho Fresneda (2) per Alonso de Entrerríos a El Ministerio del Tiempo | - Álvaro Morte per El Profesor a La casa de papel - Asier Etxeandía per Raúl de la Riva a Velvet Colección                               |
| 2018      |                                                                        | |
|           | Álvaro Morte per Sergio Marquina a La casa de papel                    | - Javier Gutiérrez Álvarez per Manuel Márquez Novoa a Estoy vivo - Javier Rey per Sito Miñanco a Fariña                                  |